# Grand-Place de Mons
Pour les articles homonymes, voir Grand-Place (homonymie).
 (juillet 2015).
La Grand-Place (ancienne orthographe : Grand'Place) est la place centrale du centre historique de la ville belge de Mons, dans la province de Hainaut.
La Grand-Place, très spacieuse et similaire à d'autres grand-places en Flandre, se situe tout près de la rue piétonnière commerçante et du beffroi. Le contour de la place est accessible en voiture, mais il est interdit de stationner ou de circuler en son centre. Chaque année, le dimanche de la Trinité, elle est le théâtre du combat dit Lumeçon, combat de saint Georges contre un dragon.
La Grand-Place est pavée à la manière des vieilles villes et abrite l'hôtel de ville qui domine la place, l'ancienne chapelle Saint-Georges, le théâtre royal, ainsi que de nombreux cafés et restaurants. On peut également y admirer une statuette de fer forgé qui a été insérée, à une date inconnue, à la façade de l'hôtel de ville. Celle-ci représente un singe qui est tellement caressé par les Montois et les touristes, que son crâne est poli.

## Histoire
C'est sur la Grand-Place de Mons qu'étaient exécutées certaines condamnations de criminels.
En 1791, avant l’exécution de leurs peines, on y exposa durant six heures, Alexandre Buisseret et durant deux heures, Félix-François Gérin (deux complices du brigand Moneuse). Ils furent attachés à un poteau placé sur un échafaud, au regard du peuple. Au-dessus de leur tête, sur un écriteau, étaient écris en gros caractères, leurs noms, leurs professions, leurs domiciles, la cause de leur condamnation et le jugement rendu contre eux.

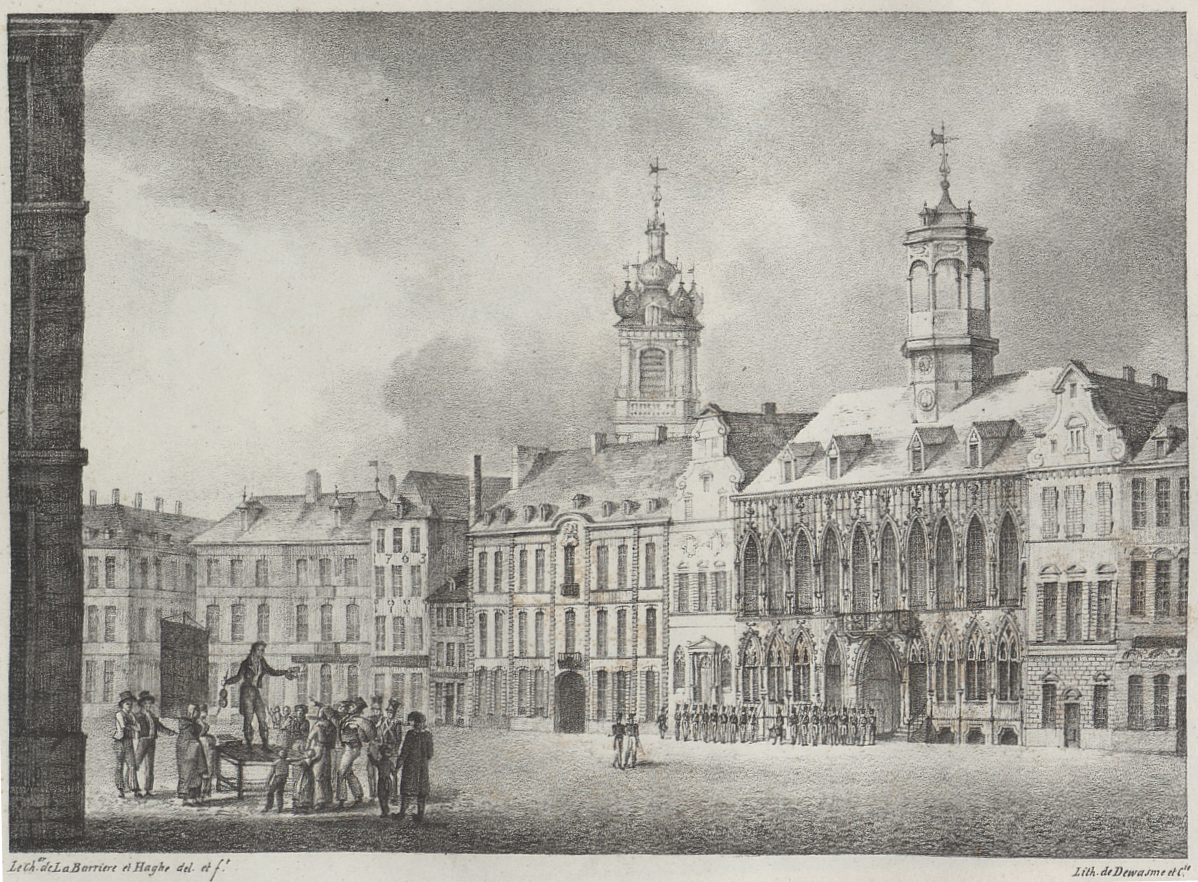
La Grand-Place de Mons selon une lithographie de Prosper de la Barrière (1823).

Le vendredi 5 juin 1807, la guillotine est dressée dans le bas de la place de Mons, près de la rue d’Havré pour procéder à l’exécution de huit condamnés, la bande à Boulanger. Ceux-ci étaient cagoulés et amenés en charrette, on décapita d'abord, les plus jeunes condamnés et le chef de la bande, Jean-Joseph Boulanger, en dernier. Mons était alors sous régime napoléonien.
Le 16 juin 1846, Euphrasie Deroux y fut exécutée pour infanticide sur sa petite fille de deux ans. Originaire de Montignies-lez-Lens, elle fut la dernière femme guillotinée de Belgique.
Le 19 juillet 1851, on y exécuta aussi Hippolyte Visart de Bocarmé, qui avait été condamné pour avoir empoisonné son beau-frère avec de la nicotine,.

## Architecture
La Grand-Place possède de nombreux bâtiments historiques classés lui donnant un certain cachet. Le bâtiment principal et central est l'hôtel de ville.
Sur la place se trouve une fontaine, dont l'inauguration date du 21 mars 2006.Celle-ci contient 92 pompes qui permettent de faire propulser l'eau depuis le sol. Et en automne, une fête foraine se trouve quelques semaines sur la Grand-Place et en hiver, elle abrite également un marché de Noël et parfois une patinoire.
La façade de l'immeuble dit « Au Blan Lévrié » est exemplative du soin avec lequel la Ville a pu marier l'ancien et le nouveau. C'est un bâtiment de pierre conformément aux ordonnances de la Ville désirant éviter les incendies, d'abord sur la Grand-Place. Il a été bâti en 1530 en style gothique, pour la riche famille Malapert.
En 1975, les architectes A. Godart et O. Dupire ont été chargés de l'aménager pour une banque. Ils procédèrent au déshabillage intérieur complet des volumes et au levé précis de l'ensemble ainsi dégagé, avant de définir le projet de restauration. La façade a pu être entièrement restaurée telle qu'elle était, parfois (comme en bas) en prolongeant le dessin des moulures restées intactes dans le haut des colonnes. Ou également pour le fenestrage impossible, lui, à reconstituer tel qu'il était vu l'absence d'indices. Dès lors, « Le choix s'est orienté vers une solution contemporaine discrète, n'apparaissant qu'en seconde analyse: il s'agit de châssis en acier dont les profilés sont les plus minces. » Impression encore renforcée par la façon dont a été traitée la porte d'entrée.

## Le singe
Vieux de plusieurs siècles, l'origine exacte de la présence du singe accroché à côté du porche, sur la façade de l'Hôtel de ville de Mons, n'est pas connue. Il existe 3 hypothèses : le chef d’œuvre d’un forgeron, l’enseigne d’un estaminet, ou un pilori pour enfants « turbulents ». La seule chose sûre est qu'il est devenu le porte-bonheur de la Ville de Mons, si on lui caresse le crâne de la main gauche. Une légende qui fut créée de toutes pièces par Paul Heupgen en 1930.

## Le Lumeçon
Une fois par an, le dimanche de la Trinité, s'y déroule le "Lumeçon". C' est une tradition car au Moyen Âge, la Confrérie de Saint-Georges avait pour mission de participer à la procession et de raconter la vie de son saint patron. L'épisode le plus emblématique est le combat qu'il livra contre le dragon et il fut interprété en tant que mystère sacré au sein même de la procession. Devenu populaire et bruyant, troublant donc l'ordre requis pour la procession, la confrérie fut exclue du tour et dut s'exiler sur la place pour interpréter le combat, ce qui explique encore aujourd'hui la différence spatio-temporelle des deux événements. La Confrérie sera réintégrée dans la procession pendant la deuxième partie du XXe siècle. Cette tradition réunit les grands, comme les petits qui profitent d'une réplique adaptée à leur âge le dimanche de la Fête-Dieu, ceux-ci arrachent du crin de cheval placé au bout de la queue du dragon. La tradition lui attribue des qualités de porte-bonheur. Le mot "Lumeçon" vient de "limaçon": les participants du combat tournent dans des sens contraires, ce qui donne un effet graphique de coquille d'escargot. Le mot actuel est un dérivé par les âges et la pratique populaire.

## Galerie

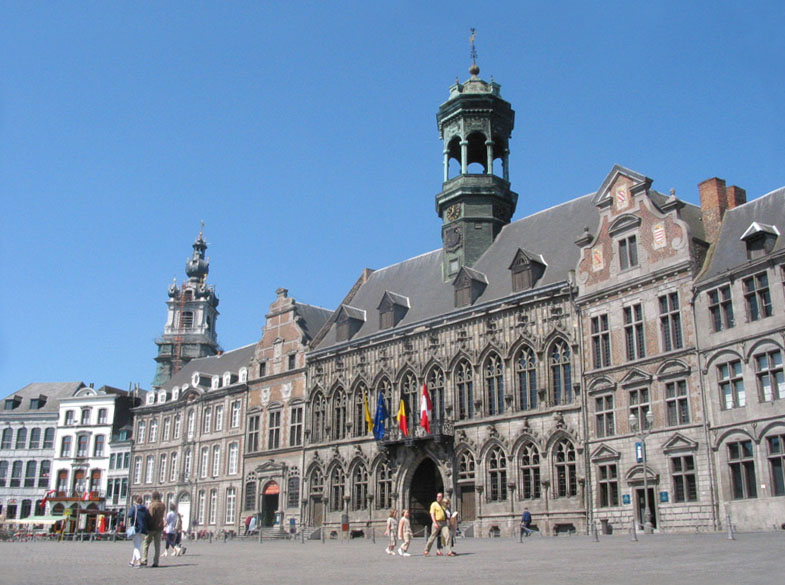
L'Hôtel de ville et à l'arrière, sur la gauche, le beffroi
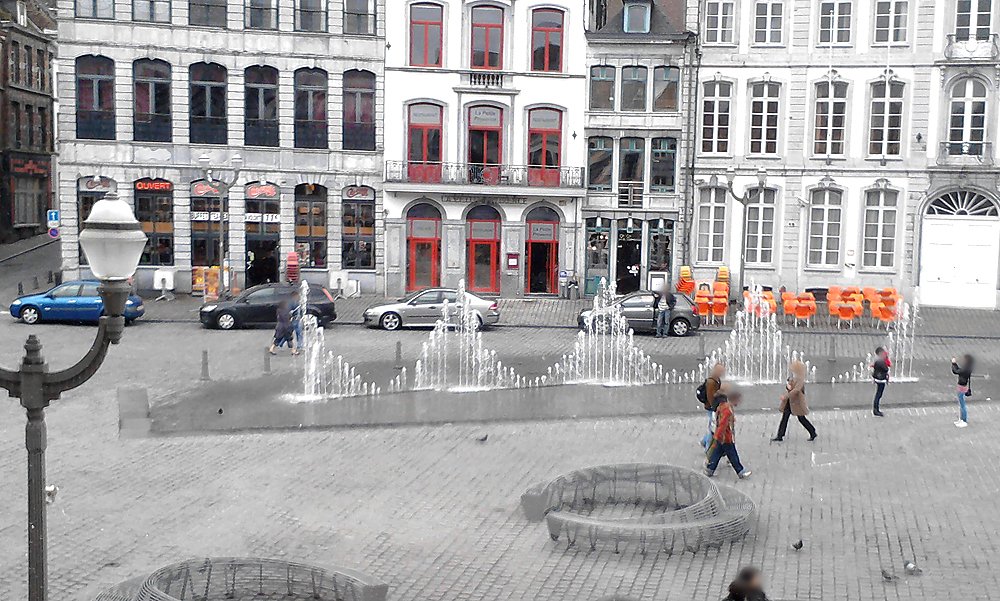
La fontaine
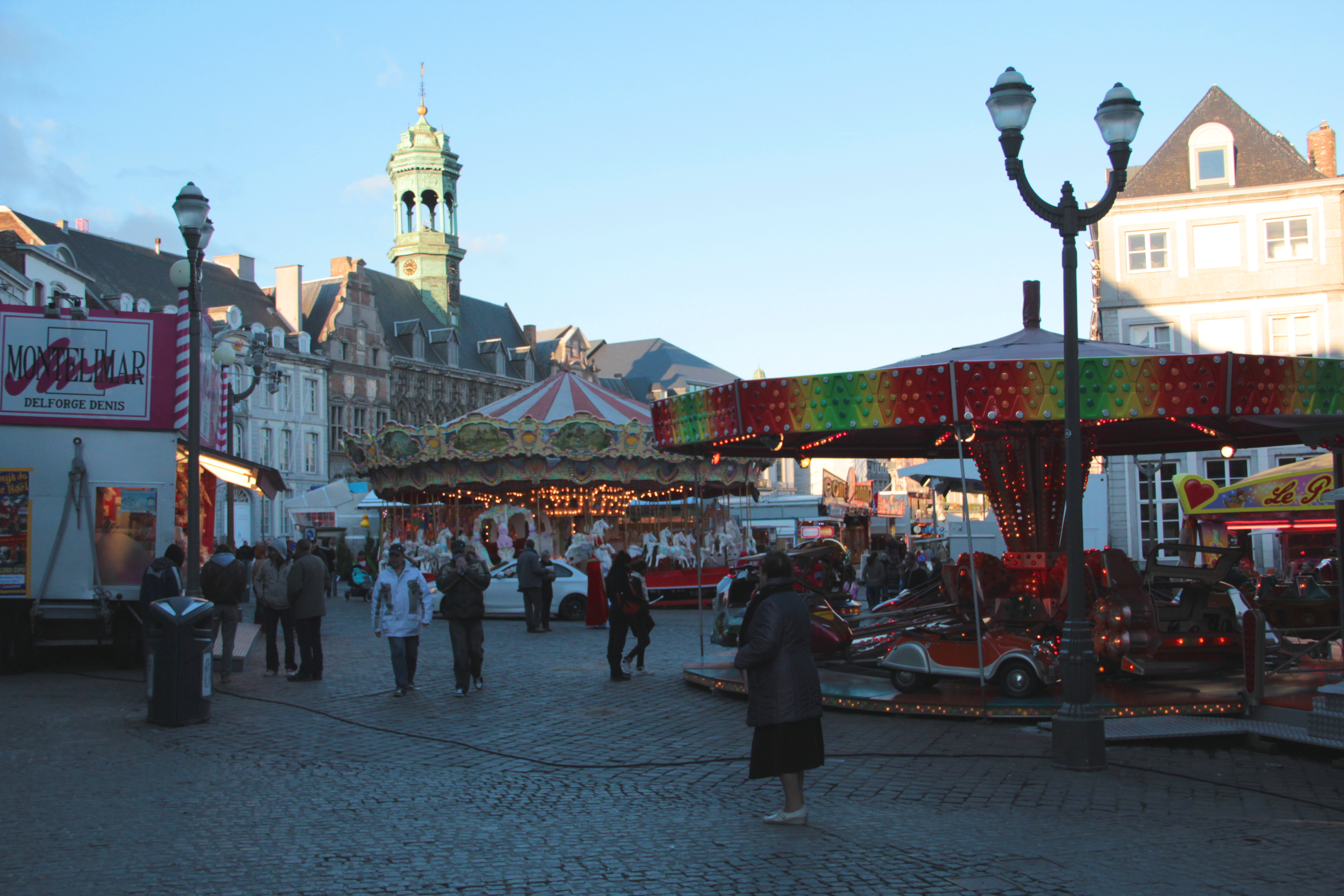
La Foire d'automne
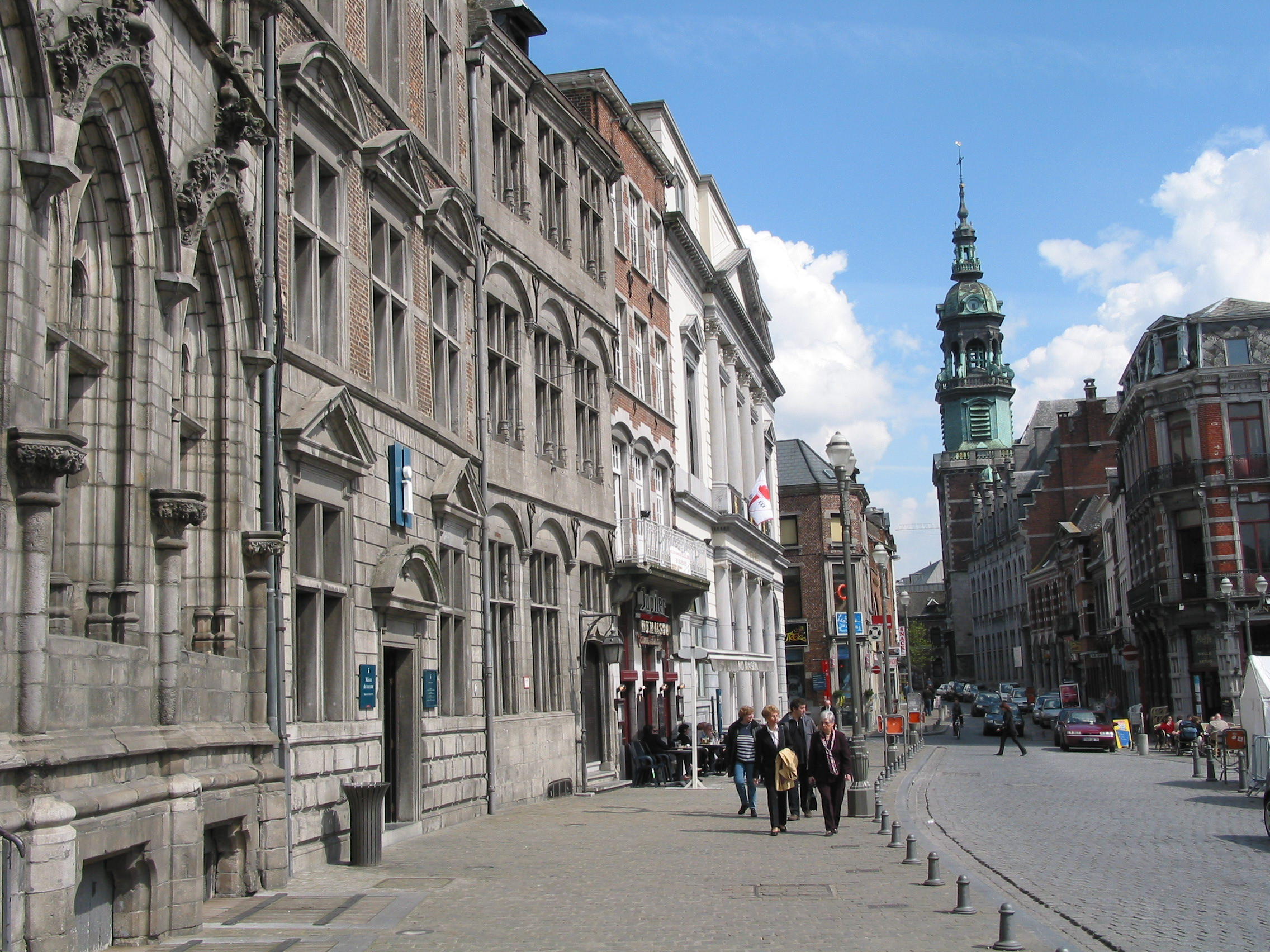
Au fond de la Grand-Place, le début de la rue de Nimy et l'église Sainte-Élisabeth
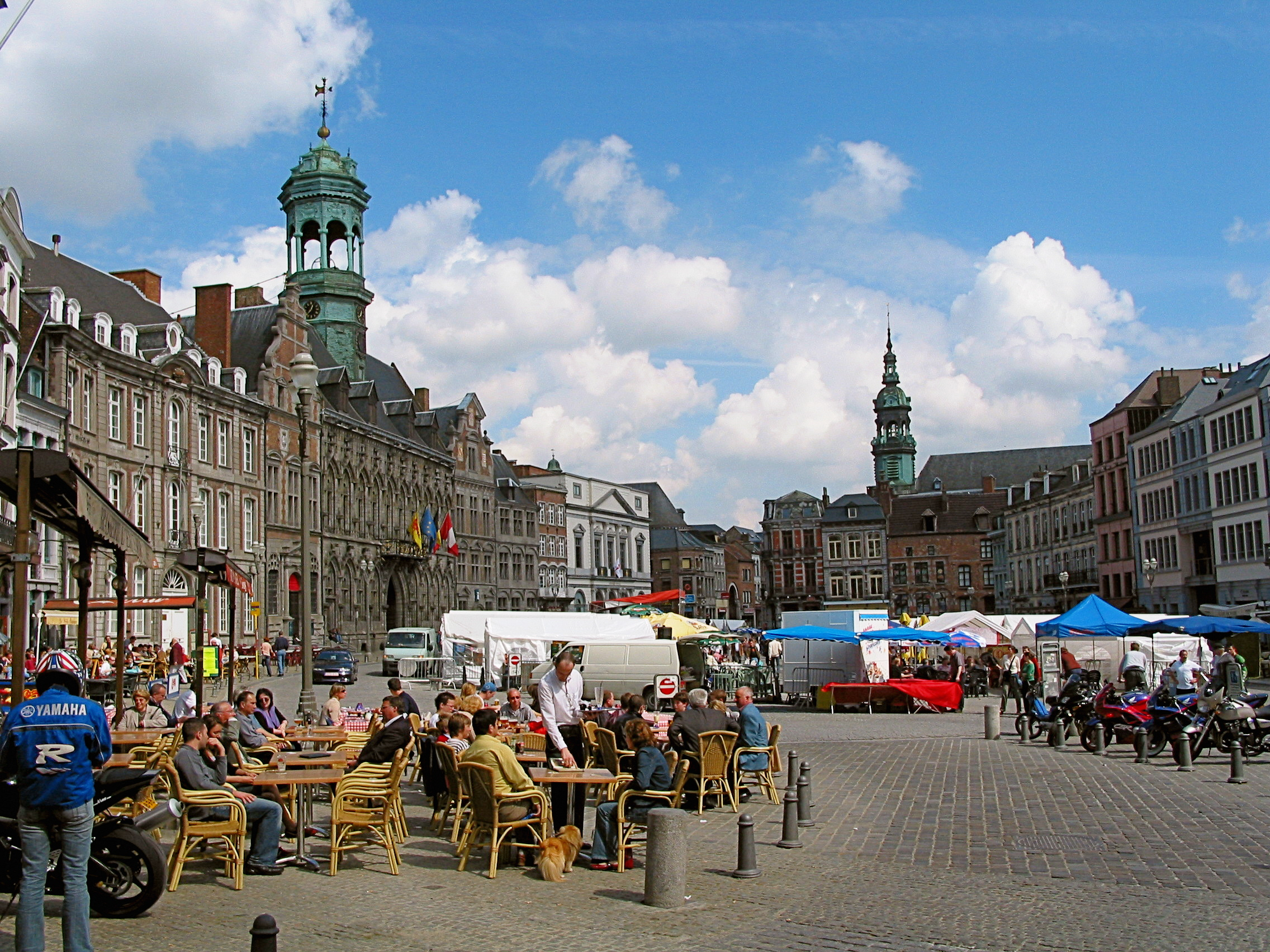
Vue générale
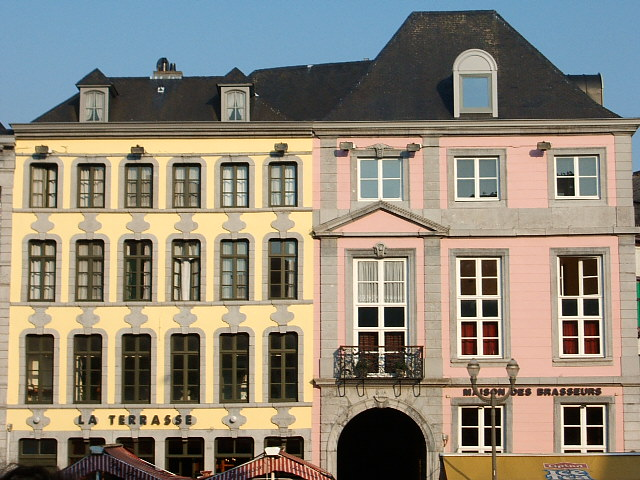
Quelques façades rénovées
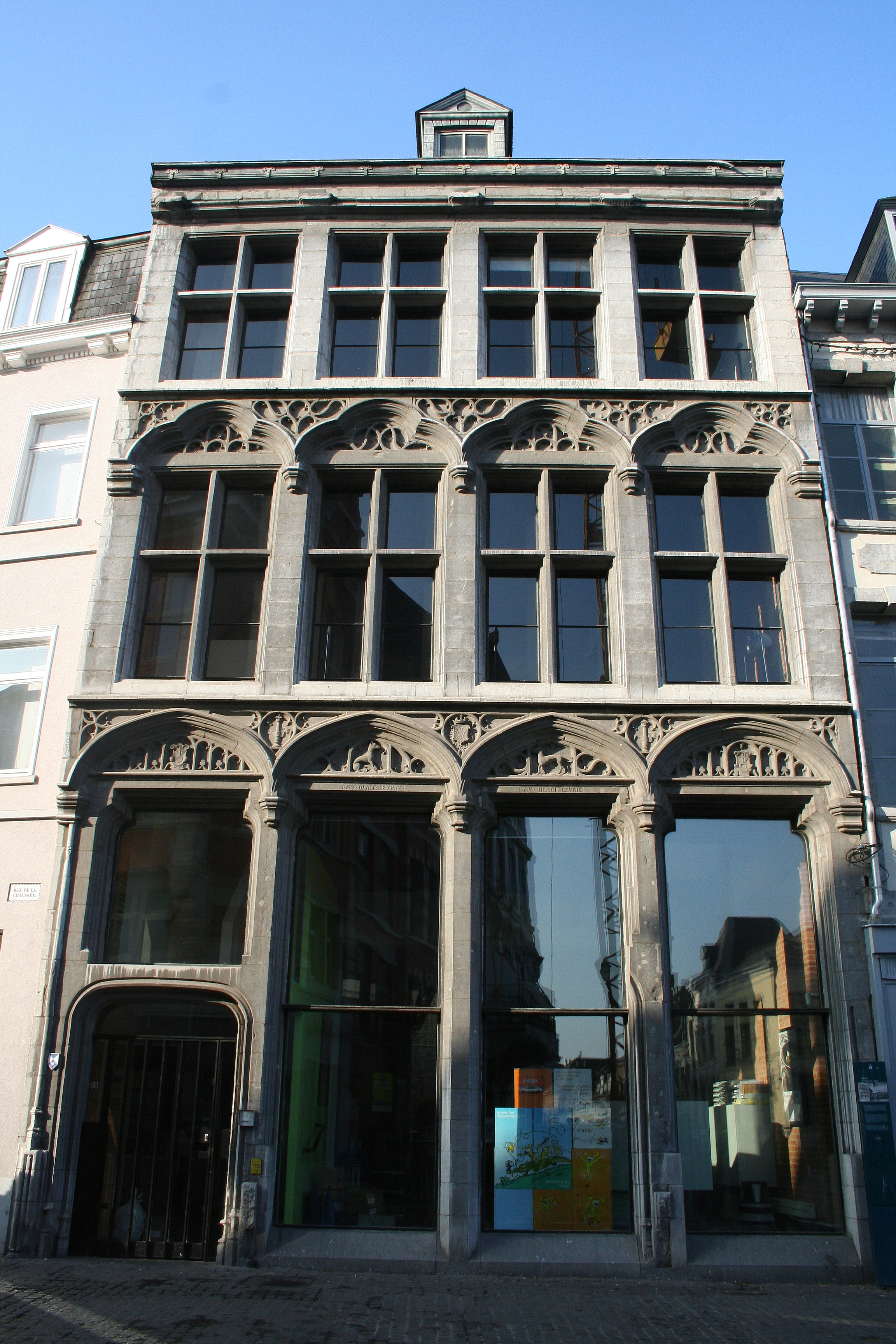
La maison dite du Blanc Lévrier
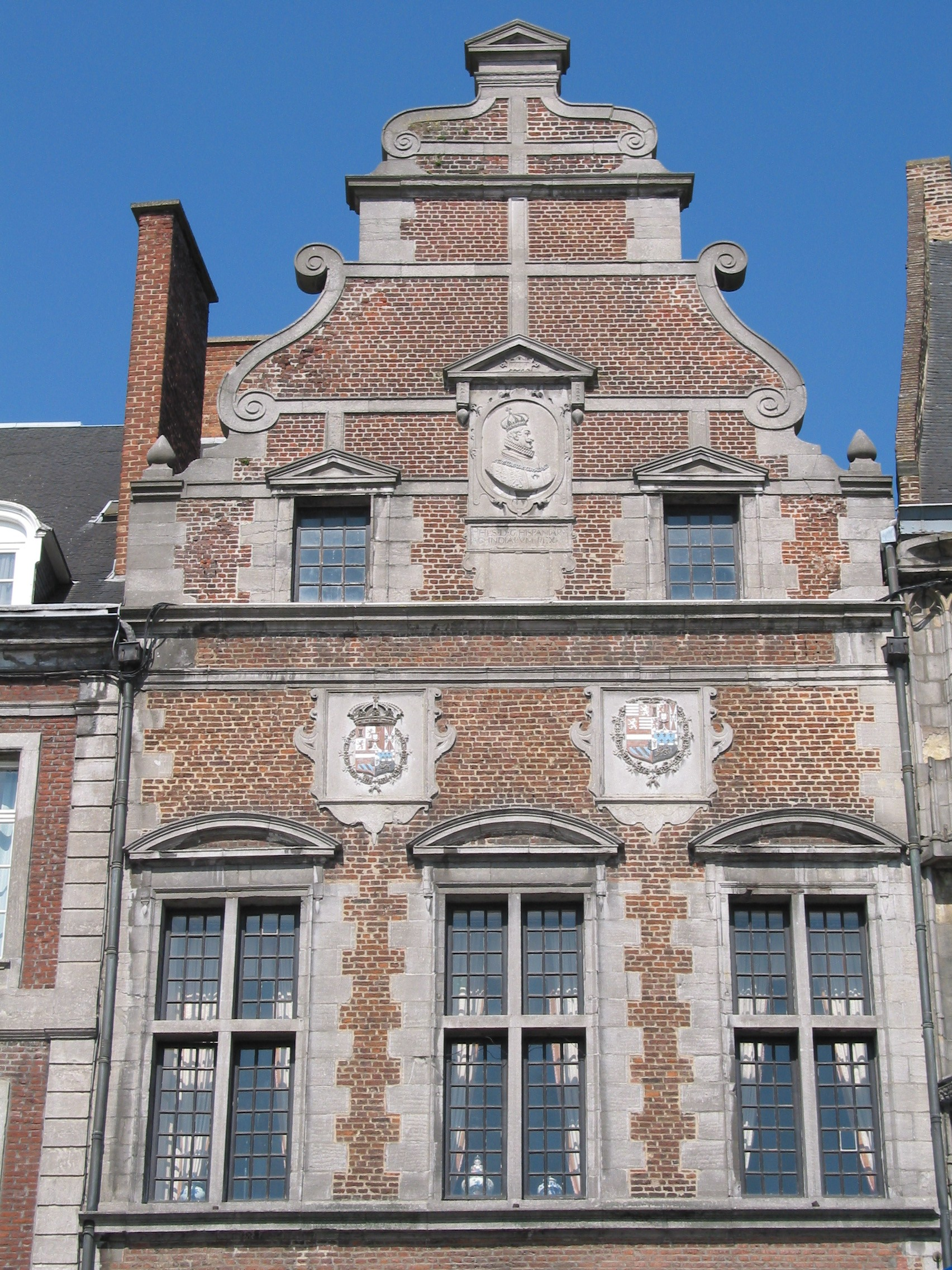
L'ancienne chapelle Saint-Georges
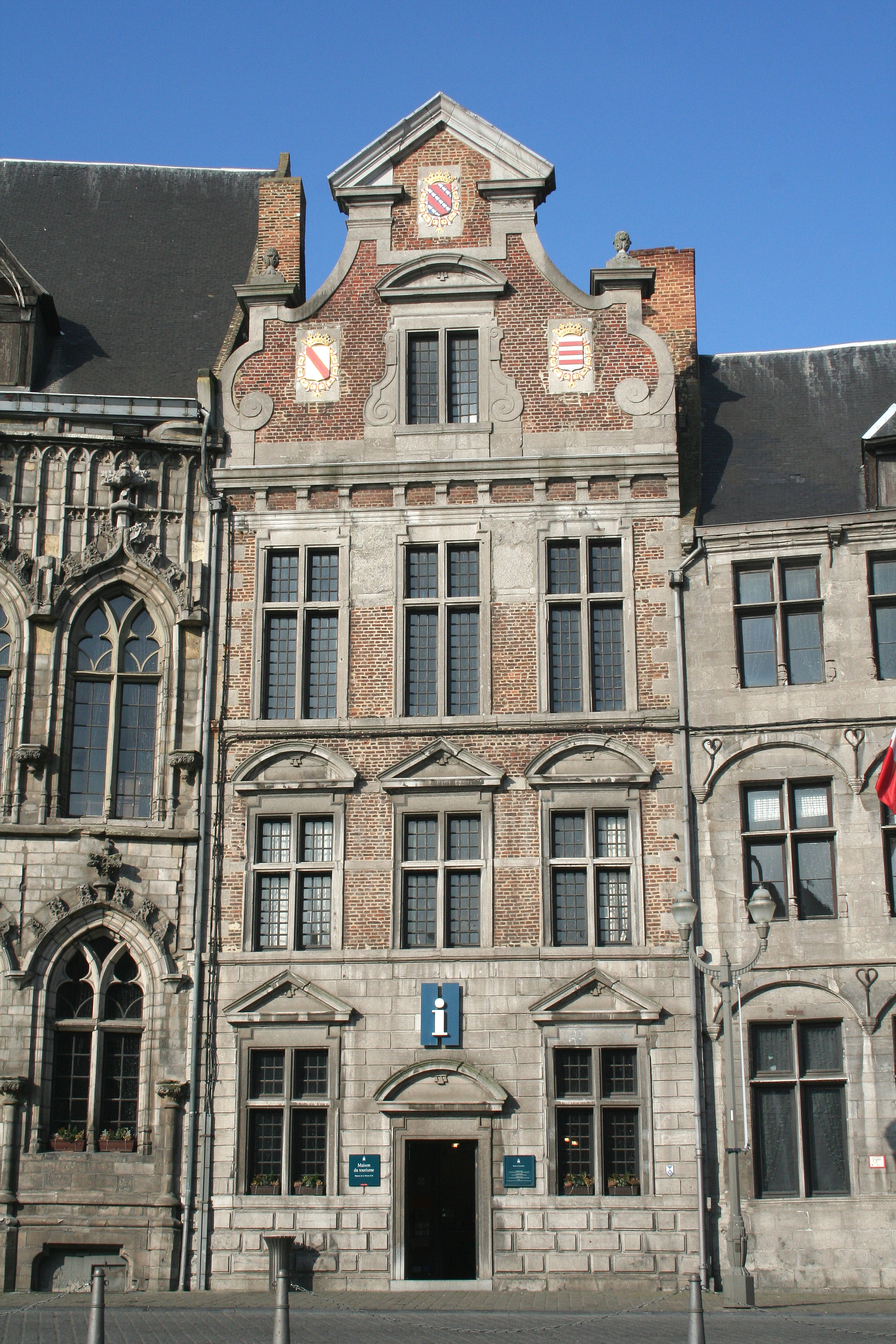
La maison dite de la Toison d’Or
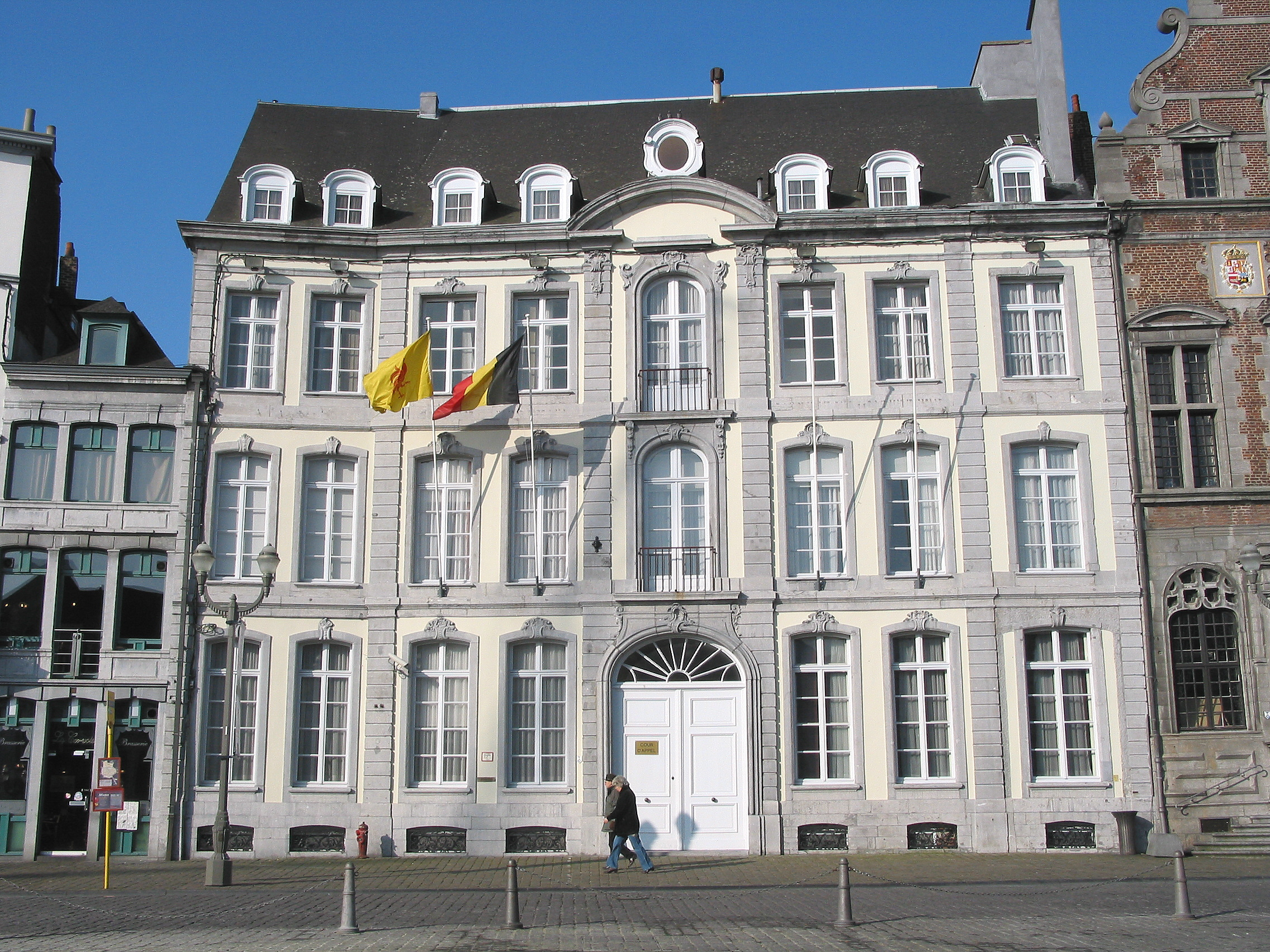
L'ancien hôtel de la Couronne
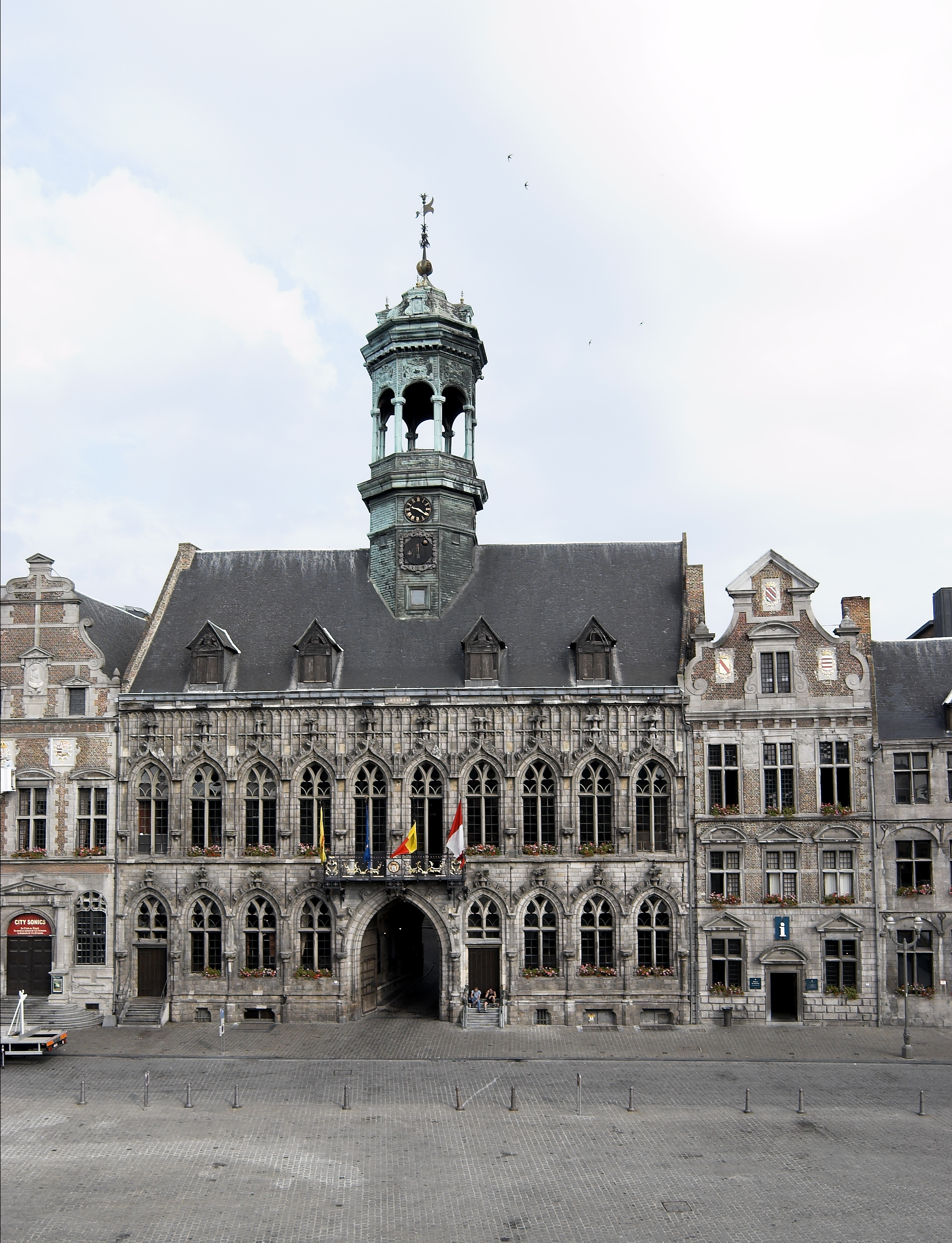
L'Hôtel de Ville
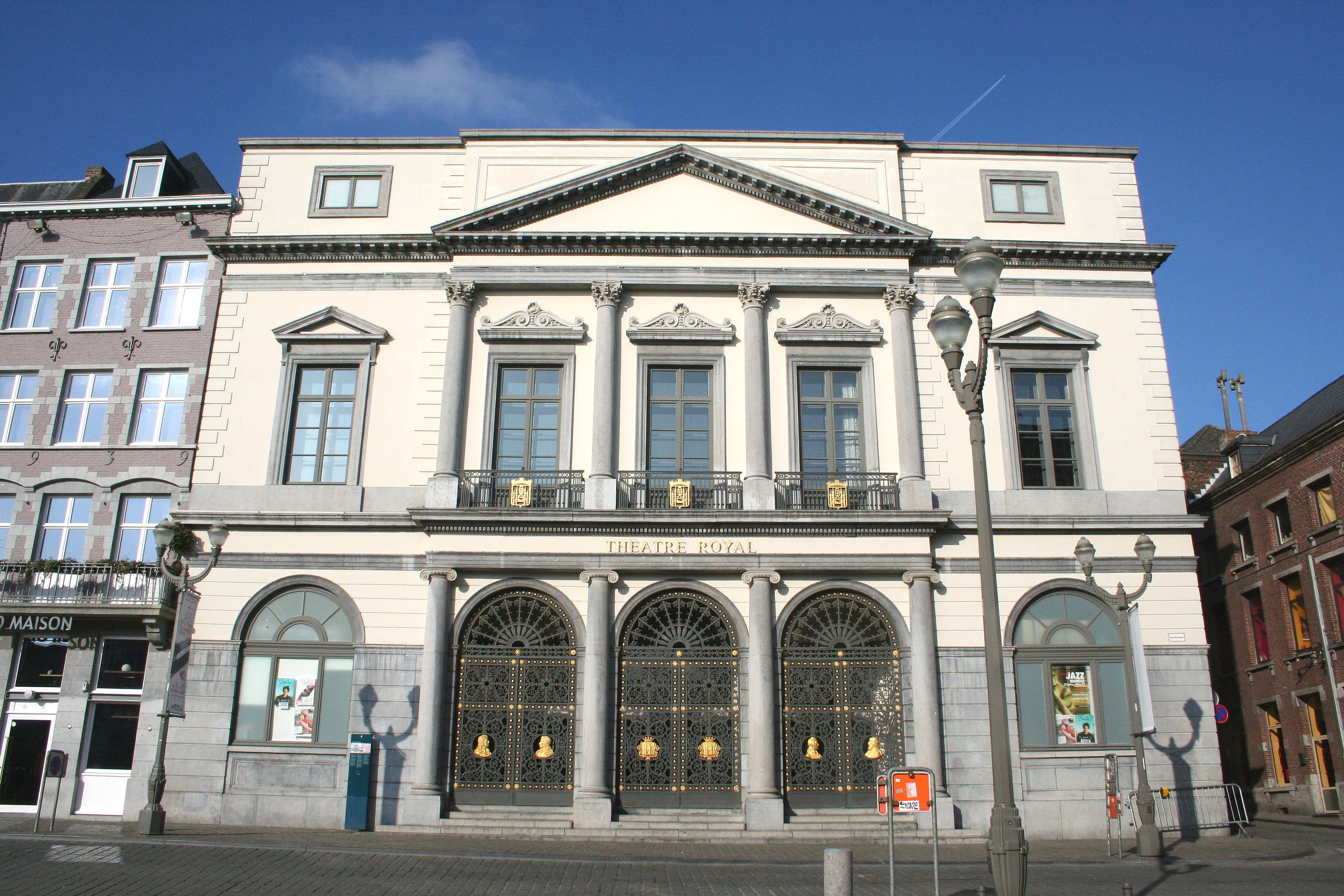
Le Théâtre royal